# Drahonín
Drahonín (in tedesco Drahonin) è un comune della Repubblica Ceca facente parte del distretto di Brno-venkov, in Moravia Meridionale.